# Champagne Krug

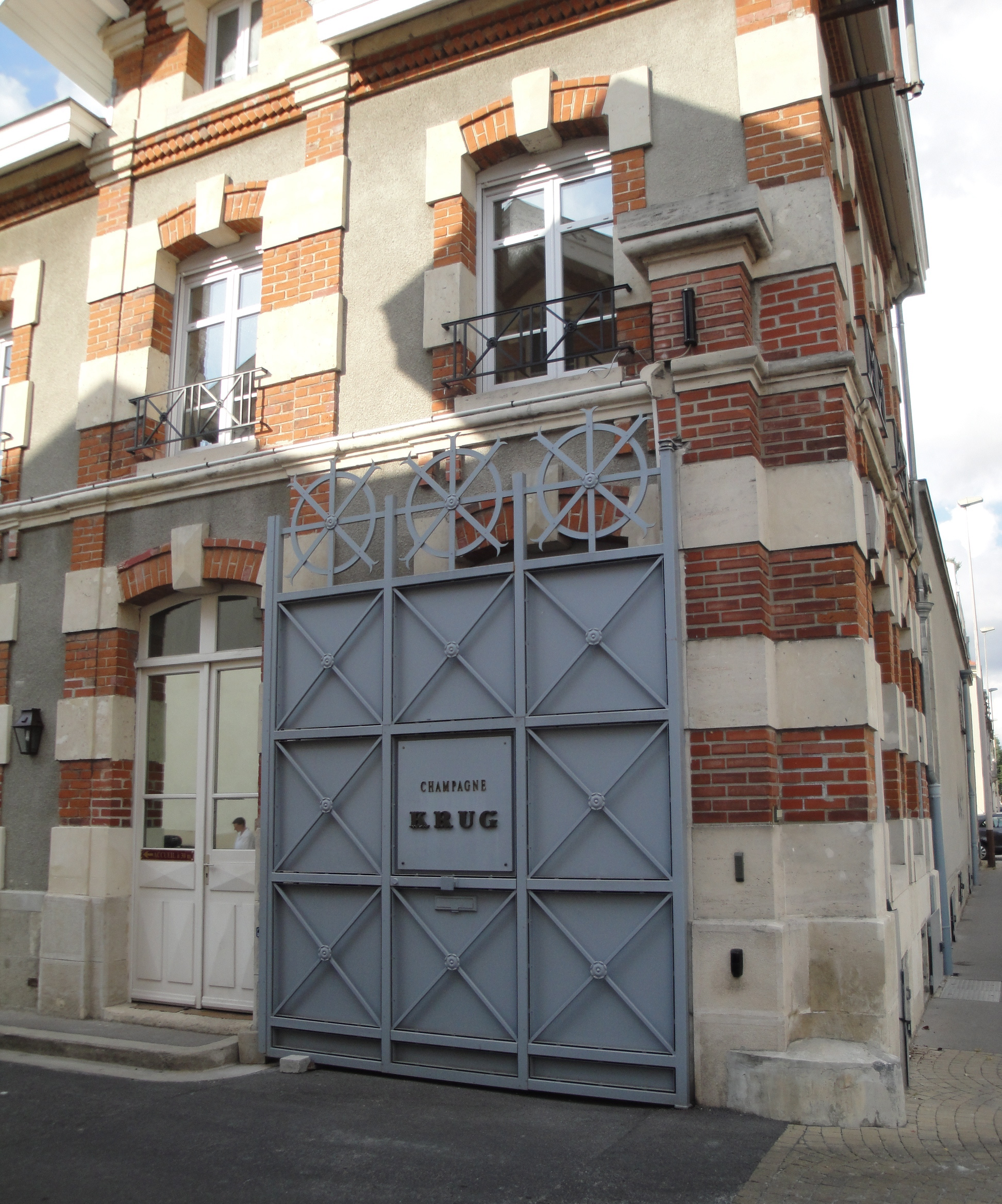
Entrén till Krugs anläggning i Reims.

Champagne Krug är ett av de mest berömda och ansedda champagnehusen, vars huvudkontor är beläget i Reims. Krug ägs från 1999 av LVMH.

## Bakgrund
Krug grundades 1843 av Johann-Joseph Krug. Huset äger egna vingårdar på motsvarande 20 hektar, men man köper också skördar från utomstående odlare, nära associerade till huset.
Krug tillverkar egentligen inga viner i något annat än prestigeprisklassen. Priset för Krugs standardvin, Grande Cuvée, överstiger många andra vinmakares prestigechampagner, exempelvis Moët & Chandons berömda prestigechampagne Dom Pérignon. Till de andra vinerna de tillverkar är Krug Vintage (Årgång), Krug Rosé samt det sällsynta årgångsbetecknade blanc de blancs-vinet Clos du Mesnil från en enda gård i Grand Cru-byn Le Mesnil-sur-Oger. Krugs årgångsbetecknade viner görs enbart på bra årgångar. Krug är en av få producenter som fortfarande låter sina viner jäsa på ekfat. Ett annat sådant champagnehus är Bollinger.
Krug tillverkar ungefär en halv miljon flaskor årligen, varav cirka 80 % är Grande Cuvée.
Krugs stil anses präglas av hög fyllighet, syrlighet och smakrikedom. Deras viner, i synnerhet de årgångsbetecknade har mycket hög lagringsduglighet.
Den svenske champagneexperten Richard Juhlin lovordar Krug på sin hemsida, i en utförlig beskrivning av sina provningar av i stort sett alla Krugs årgångschampagner från 1900-talet  .

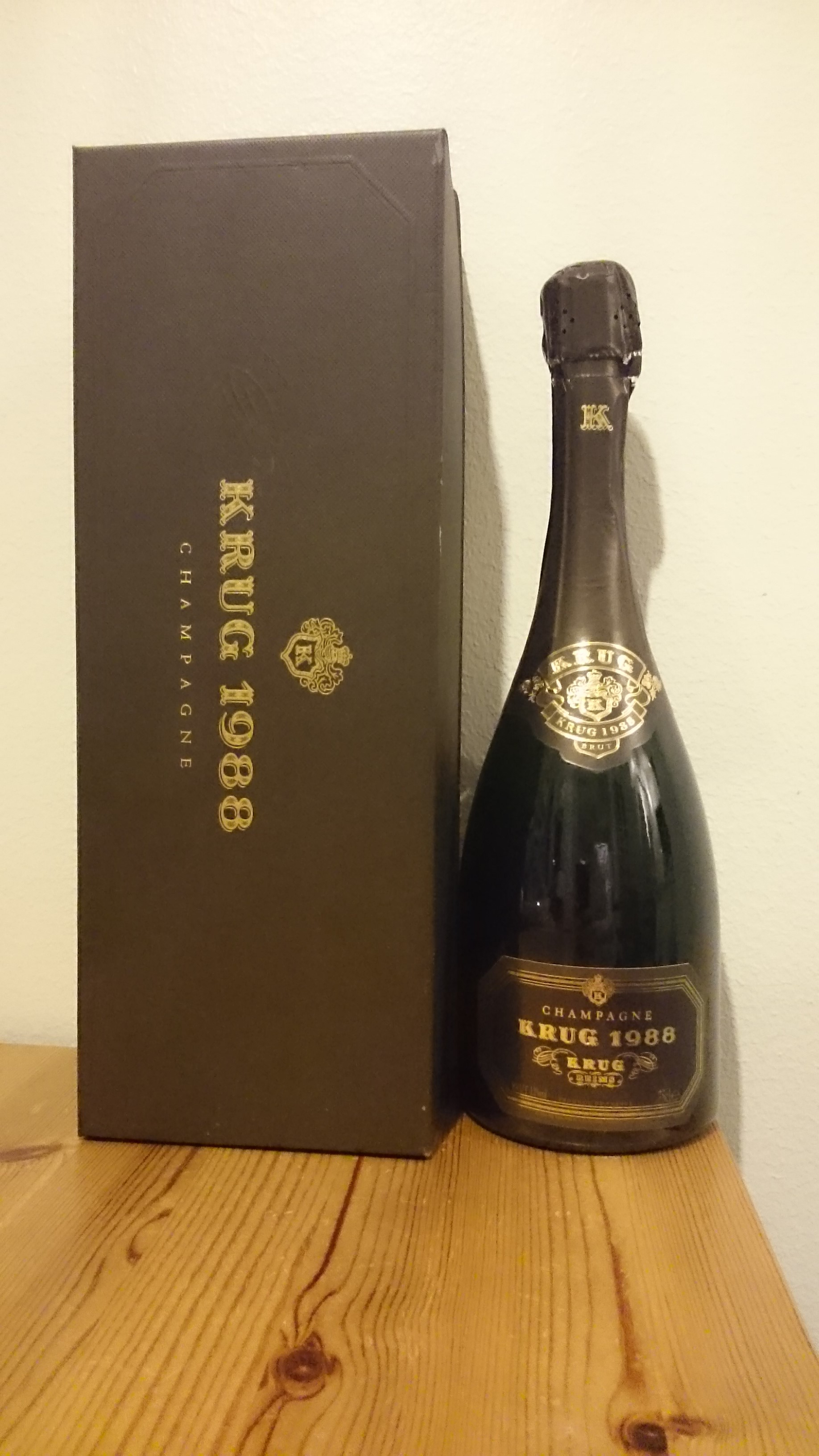
En Krug från 1988 med box.